# Hôrka
Hôrka (em alemão: Horke; húngaro: Lándzsásötfalu) é um município da Eslováquia, situado no distrito de Poprad, na região de Prešov. Tem 11,35 km² de área e sua população em 2018 foi estimada em 2.071 habitantes.

## Demografia
| Ano:        | 1994 | 2004    | 2014    | 2024    |
| ----------- | ---- | ------- | ------- | ------- |
| Broj ljudi: | 1254 | 1557    | 1884    | 2155    |
| Razlika:    |      | +24,16% | +21,00% | +14,38% |

| Ano:               | 2023 | 2024   |
| ------------------ | ---- | ------ |
| Número de pessoas: | 2158 | 2155   |
| Diferença:         |      | -0,13% |